# Bandiera di Capo Verde
L'attuale bandiera di Capo Verde è stata adottata il 22 settembre 1992 in occasione della rottura delle relazioni con la Guinea-Bissau, con la quale Capo Verde doveva unirsi.
Le dieci stelle sulla bandiera rappresentano le isole principali della nazione (un arcipelago al largo della costa africana). Il colore blu rappresenta l'oceano e il cielo. La banda bianca e rossa rappresenta la strada verso la costruzione della nazione, e i colori simboleggiano la pace (bianco) e l'impegno (rosso). Il colore giallo e la formazione circolare delle stelle, unite al blu scuro del campo, mostrano qualche similitudine con la Bandiera dell'Europa. L'altezza delle strisce ha una proporzione di 6:1:1:1:3, e il cerchio di stelle è centrato a 3/8 dal lato del pennone.

## Bandiere storiche
La precedente bandiera con i colori panafricani si basava, esattamente come l'attuale bandiera della Guinea-Bissau, sul vessillo del PAIGC, il partito (tutt'oggi esistente in Guinea-Bissau) il cui obiettivo era quello di promuovere l'indipendenza dal Portogallo.

Bandiera del Portogallo, utilizzata come bandiera della provincia portoghese di Capo Verde (1951-1975)
Bandiera proposta, ma mai adottata, per la provincia portoghese di Capo Verde
Prima bandiera di Capo Verde dopo l'indipendenza (1975-1992)